# Erythroparvovirus
Genre
Synonymes
- Erythrovirus

Taxons de rang inférieur
- Pinniped erythroparvovirus 1
- Primate erythroparvovirus 1
- Primate erythroparvovirus 2
- Primate erythroparvovirus 3
- Primate erythroparvovirus 4
- Rodent erythroparvovirus 1
- Ungulate erythroparvovirus 1

Erythroparvovirus est un genre de virus de la famille des Parvoviridae et de la sous-famille des Parvovirinae.

## Espèces
Selon l’ICTV :
- Pinniped erythroparvovirus 1
- Primate erythroparvovirus 1
- Primate erythroparvovirus 2
- Primate erythroparvovirus 3
- Primate erythroparvovirus 4
- Rodent erythroparvovirus 1
- Ungulate erythroparvovirus 1

## Référence biologique
- (en) ICTV : Erythroparvovirus  (consulté le 14 février 2021)